# Lyerly
Lyerly é uma cidade  localizada no estado americano de Geórgia, no Condado de Chattooga.

## Demografia
Segundo o censo americano de 2000, a sua população era de 488 habitantes.
Em 2006, foi estimada uma população de 514, um aumento de 26 (5.3%).

## Geografia
De acordo com o United States Census Bureau tem uma área de 1,9 km², dos quais 1,9 km² cobertos por terra e 0,0 km² cobertos por água. Lyerly localiza-se a aproximadamente 256 m acima do nível do mar.

## Localidades na vizinhança
O diagrama seguinte representa as localidades num raio de 28 km ao redor de Lyerly.